# جوزيف سيمبسون
جوزيف سيمبسون (بالإنجليزية: Joseph Simpson) هو سياسي أوغندي، ولد في 9 يناير 1908، وتوفي في 10 أبريل 1994 في نيروبي في كينيا. انتخب عضو برلمان أوغندا.